# Долня Стара Вас
Долня Стара Вас (словен. Dolnja Stara vas) — поселення в общині Шкоцян, регіон Південно-Східна Словенія, Словенія.